# 萨哈特瓦尔
萨哈特瓦尔（Sahatwar），是印度北方邦Ballia县的一个城镇。总人口18972（2001年）。

## 人口
该地2001年总人口18972人，其中男性9879人，女性9093人；0—6岁人口3181人，其中男1675人，女1506人；识字率51.29%，其中男性为61.04%，女性为40.70%。